# Lovász-sejtés
A Lovász-sejtés a matematika, konkrétabban a gráfelmélet egyik nyitott kérdése. Így szól:
Minden véges, összefüggő csúcstranzitív gráfban létezik Hamilton-út.
Lovász László eredetileg az állítást fordítva fogalmazta meg 1970-es cikkében, de a sejtés mégis a fenti megfogalmazásban terjedt el. Babai László 1996-ban publikált egy sejtést, ami erősen ellentmond a Lovász-sejtésnek, viszont egyelőre még mindkettő bizonyítatlan. Még az sem bizonyított, hogy egyetlen ellenpélda létezése ellenpéldák sokaságához vezetne-e.

## Variációk
Hamilton-kör biztosan nem létezik minden véges, összefüggő, csúcstranzitív gráfban. Öt ellenpélda ismert, nevezetesen a Petersen-gráf, a K2 teljes gráf, a Coxeter-gráf és két további gráf. Ezért a Hamilton-körös változat csak gyengítve fogalmazható meg:
Az öt ismert kivételen kívül minden véges, összefüggő csúcstranzitív gráfban létezik Hamilton-kör.
Az öt ismert ellenpélda közül egyik sem Cayley-gráf, ami szintén motivál egy változatot:
Minden véges, összefüggő Cayley-gráf tartalmaz Hamilton-kört.
Ezeknek a változatoknak sincs általános, ismert bizonyítása.
A Cayley-gráfos változat kezelhető csoportelméleti módszerekkel és vannak is ismert eredmények speciális {\displaystyle G} csoportok és {\displaystyle S} generátorhalmazok esetében. Abel-csoportok és p-csoportok Cayley-gráfjaira például teljesül, de diédercsoportokra még mindig nincs eredmény.
Az {\displaystyle G=S_{n}} szimmetrikus csoport esetén a sejtés teljesül ezekre a generátorhalmazokra:
- {\displaystyle a=(1,2,\dots ,n),b=(1,2)} (hosszú ciklus és egy transzpozíció)
- {\displaystyle s_{1}=(1,2),s_{2}=(2,3),\dots ,s_{n-1}=(n-1,n)} Coxeter-generátorok)
- a {\displaystyle \{1,2,..,n\}} halmaz címkézett fáinak megfelelő transzpozíciók halmaza
- {\displaystyle a=(1,2),b=(1,2)(3,4)\cdots ,c=(2,3)(4,5)\cdots }

Az irányított Cayley-gráfok esetén a sejtésre R.A. Rankin több ellenpéldát is adott.

## Speciális esetek
Abel-csoportok esetében az állítás elég egyszerűen belátható. Általános véges csoportokra csak néhány speciális generátorhalmaz esetében van bizonyítás:
- {\displaystyle S=\{a,b\},(ab)^{2}=1} (Rankin-generátorok)
- {\displaystyle S=\{a,b,c\},a^{2}=b^{2}=c^{2}=[a,b]=1} (Rapaport-Strasser-generátorok)
- {\displaystyle S=\{a,b,c\},a^{2}=1,c=a^{-1}ba} (Pak-Radoičić-generátorok)
- {\displaystyle S=\{a,b\},a^{2}=b^{s}=(ab)^{3}=1,} ahol {\displaystyle |G|,s=2~mod~4} (lásd: Glover-Marušič theorem)

Ismert továbbá az a tény, hogy minden véges {\displaystyle G} csoporthoz létezik legfeljebb {\displaystyle \log _{2}|G|} elemű generátorhalmaz úgy, hogy a hozzá tartozó Cayley-gráf tartalmaz Hamilton-kört (Pak-Radoičić). Ez az eredmény a véges egyszerű csoportok osztályozásán alapul.